# Aeroporto Internacional General Servando Canales
O Aeroporto Internacional General Servando Canales, é um aeroporto internacional localizado a 9 km de Matamoros em Tamaulipas, México, bem próximo da fronteira com os Estados Unidos. É operado por Aeroportos e Serviços Auxiliares (ASA), uma corporação do governo mexicano, desde 1965.
O aeroporto conta com uma superfície de 469 ha e sua plataforma para a aviação comercial é de 15,360 m²; sua pista tem 2.3 km, apta para receber aviões de grande porte como o Boeing 737. Possui estacionamento próprio, com capacidade para 210 lugares. Ainda oferece o serviço de transporte terrestre e aluguel de carros.
Em 2008, Matamoros recebeu a 50.700 passageiros, em 2009 esse número caiu um pouco, para 45.900 passageiros, segundo dados publicados por Aeroportos e Serviços Auxiliares (ASA).

## Linhas aéreas e Destinos
- Aeromar
  - Cidade do México / Aeroporto Internacional da Cidade do México
  - Ciudad Victoria / Aeroporto Internacional General Pedro José Méndez
  - Reynosa / Aeroporto Internacional General Lucio Blanco

- Aeroméxico
  - Cidade do México / Aeroporto Internacional da Cidade do México